# Oreopanax cissoides
Espèce
Statut de conservation UICN

 VU D2 : Vulnérable
Oreopanax cissoides est une espèce de plantes à fleurs de la famille des Araliaceae.

## Publication originale
- Notizblatt des Botanischen Gartens und Museums zu Berlin-Dahlem 11(106): 484–485. 1932.